# SANS Institute
El Instituto SANS (SysAdmin Audit, Networking and Security Institute) es una institución con ánimo de lucro fundada en 1989, con sede en Bethesda (Maryland, Estados Unidos) que agrupa a 165.000 profesionales de la seguridad informática (consultores, administradores de sistemas, universitarios, agencias gubernamentales, etcétera).
Sus principales objetivos son:
- Reunir información sobre todo lo referente a seguridad informática (sistemas operativos, routers, firewalls, aplicaciones, IDS, etc.)
- Ofrecer capacitación y certificación en el ámbito de la seguridad informática

Igualmente, el SANS Institute es una universidad formativa en el ámbito de las tecnologías de seguridad. Es una referencia habitual en la prensa sobre temas de auditoría informática.
.